# 小行星7326
小行星7326（英語：7326 Tedbunch）是一颗围绕太阳公转的小行星。1981年10月24日，舒爾特·巴斯在帕洛马山发现了此天体。
这颗小行星的绝对星等为142.9072774857457等。